# Ibrahim Covi
Ibrahim Janis Covi (21 de marzo del 2000) es un futbolista francés que juega como defensa central en la S. D. Ponferradina de la Primera Federación.

## Trayectoria
En marzo de 2017, Ibrahim firma por el F. C. Metz procedente del FCM Aubervilliers, siendo efectivo el acuerdo a final de temporada. En 2021, tras finalizar su formación, se marcha a España para jugar en el filial de la S. D. Ponferradina en la Primera División Regional Aficionados de Castilla y León. En julio de 2022, tras lograr el ascenso a la Tercera Federación, renueva su contrato con el club por un año más.
Logra debutar con el primer equipo el 12 de noviembre de 2022 al partir como titular en una derrota por 2-1 frente al CD Guadalajara en la Copa del Rey. Su debut en liga llega poco después, el 19 de noviembre, al entrar como suplente al descanso en un empate por 1-1 frente al Real Oviedo en la Segunda División.

## Clubes
Actualizado al último partido disputado el 19 de noviembre de 2022.
| Club                   | País   | Año       | Partidos | Goles |
| ---------------------- | ------ | --------- | -------- | ----- |
| S. D. Ponferradina "B" | España | 2021-act. | 34       | 1     |
| S. D. Ponferradina     | España | 2022-act. | 2        | 0     |